# Meander Dam
Meander Dam är en dammbyggnad i Australien. Den ligger i kommunen Meander Valley och delstaten Tasmanien, i den sydöstra delen av landet, omkring 140 kilometer nordväst om delstatshuvudstaden Hobart.
Trakten runt Meander Dam är nära nog obefolkad, med mindre än två invånare per kvadratkilometer.. Närmaste större samhälle är Deloraine, omkring 19 kilometer norr om Meander Dam. 
I omgivningarna runt Meander Dam växer i huvudsak städsegrön lövskog. Genomsnittlig årsnederbörd är 1 605 millimeter. Den regnigaste månaden är juli, med i genomsnitt 178 mm nederbörd, och den torraste är februari, med 73 mm nederbörd.